# Ouled Deide
Ouled Deide ou Ouled Daid est une commune de la wilaya de Médéa en Algérie.

## Géographie
La commune est située dans le tell central algérien dans l'Atlas tellien (mont de Titteri) au sud de l'Atlas blidéen à environ 108 km au sud-ouest d'Alger et à 32 km au sud-est de Médéa et à environ 60 km au sud-est de Blida et à 14 km au sud-est de Berrouaghia  et à équidistance à 100 km entre Aïn Defla à l'ouest et Bouira  à l est.
| Berrouaghia | Ouled Brahim           | Sidi Naamane   |
| Zoubiria    | Ouled Deide            | Khams Djouamaa |
| Zoubiria    | Rebaia, Tlatet Eddouar | Rebaia Souagui |